# Andy Souwer
Andy Souwer ('s-Hertogenbosch, 9 de setembro de 1982) é um kickboxer profissional holandês.
Considerado um dos melhores do mundo, Souwer é famoso internacionalmente, principalmente no Japão, onde disputa o melhor e mais difícil torneio de kickboxing do mundo, o K-1 World MAX, o qual já ganhou duas vezes, no ano de 2005 e 2007.
Quando Souwer entra no ringue, é acompanhado pela música "Voodoo People", da banda britânica The Prodigy.

## Títulos
- WMTA Super Weltergewichts Weltmeister
- WKA Super Weltergewichts Weltmeister
- ISKA Super Weltergewichts Weltmeister
- WPKA Super Weltergewichts Weltmeister
- FIMC Super Weltergewichts Weltmeister
- WSBA 1. Super Weltergewichts Weltmeister
- S-Cup 2002 Sieger
- S-Cup 2004 Sieger
- K-1 World Max 2005 Champion
- K-1 World Max 2006 Finalist
- K-1 World Max 2007 Champion